# Forças Armadas Revolucionárias da Colômbia
Forças Armadas Revolucionárias da Colômbia — Exército do Povo (em castelhano:  Fuerzas Armadas Revolucionarias de Colombia–Ejército del Pueblo), também conhecidas pelo acrônimo FARC ou FARC-EP, foi uma organização paramilitar de inspiração comunista, autoproclamada guerrilha revolucionária marxista-leninista, que operava mediante táticas de guerrilha. Lutaram pela implantação do socialismo na Colômbia e defendiam o direito dos presos colombianos. Existia uma intensa cooperação entre a Exército de Libertação Nacional (ELN) e as FARC. As FARC eram consideradas uma organização terrorista pelo governo da Colômbia, pelo governo dos Estados Unidos, Canadá e pela União Europeia. Os governos de Equador, Brasil, Argentina e Chile não lhes aplicaram esta classificação e o governo da Bolívia não chegou a dar nenhuma posição oficial, porém o ministro das relações exteriores da Bolívia, David Choquehuanca, chegou a dizer que o mais importante era trabalhar para ajudar a garantir a paz na Colômbia e na região. O presidente Hugo Chávez rejeitou publicamente esta classificação em janeiro de 2008, e apelou à Colômbia, como outros governos, a um reconhecimento diplomático das guerrilhas enquanto "força beligerante", argumentando que elas estariam assim obrigadas a renunciarem a sequestro e atos de terror a fim de respeitarem as Convenções de Genebra. Cuba e Venezuela adotam o termo "insurgentes" para as FARC.
A origem das FARC remonta as disputas entre liberais e conservadores na Colômbia, retratadas pela obra de Gabriel García Márquez, "Cem Anos de Solidão", marcada por massacres, como o período da La Violencia. Em 1948, os liberais, com apoio dos comunistas, iniciam uma guerra civil contra o governo conservador. Após 16 anos de luta guerrilheira e a conquista de algumas reivindicações políticas, os liberais passaram a temer que a experiência cubana de 1959 se repetisse na Colômbia. Rompem com a esquerda e passam para o lado conservador. Ao longo da história do grupo guerrilheiro, o Partido Comunista Colombiano teve relações mais próximas ou mais distantes com as FARC. Enquanto originaram-se como um puro movimento de guerrilha, a organização já na década de 1980 foi acusada de se envolver no tráfico ilícito de entorpecentes, o que provocou a separação formal do Partido Comunista e a formação de uma estrutura política chamada Partido Comunista Colombiano Clandestino.
As FARC-EP se definiam como um movimento guerrilheiro paramilitar. Segundo estimativas do governo colombiano, as FARC, no seu auge, chegaram a possuir entre 6 000 e 16 000 membros, perto de 2001 (aproximadamente 20% a 30% deles são recrutas com menos de 18 anos de idade). Outras estimativas disponíveis avaliavam em mais de 18 000 guerrilheiros, números que as próprias FARC afirmaram em 2007 numa entrevista com Raul Reyes. As FARC-EP tinham presença armada em 15-20% do território colombiano, principalmente nas selvas do sudeste e nas planícies localizadas na base da Cordilheira dos Andes. Segundo informações do Departamento de Estado dos Estados Unidos, as FARC controlam a maior parte do refino e distribuição de cocaína dentro da Colômbia, sendo responsável por boa parte do suprimento mundial de cocaína e pelo tráfico dessa droga para os Estados Unidos.
Em junho de 2016, as FARC assinaram um acordo de cessar-fogo junto ao presidente da Colômbia, Juan Manoel Santos, em Havana. Embora o acordo de paz final exigirá um referendo, o acordo tem sido visto como um passo histórico para acabar com a guerra que já dura há cinquenta anos. Em 25 de agosto de 2016, o presidente da Colômbia, Juan Manuel Santos, anunciou que quatro anos de negociação já garantiu um acordo de paz com as FARC e que o referendo nacional será no dia 2 de outubro. O referendo falhou com 50,24% de votos contra. Apesar do resultado, o líder das FARC e o presidente colombiano continuaram a assinar o tratado de paz. Pelos esforços, o presidente da Colômbia, Juan Manuel Santos, recebeu o Prêmio de Nobel da Paz de 2016. Segundo a ONU, as FARC e o ELN são responsáveis por 12% das mortes de civis no conflito armado na Colômbia, com 80% cometidos por milícias paramilitares de extrema-direita, e os restantes 8% cometidos por forças de segurança. No final de 2016, as FARC anunciaram que teriam abandonado a luta armada, nos termos do cessar fogo firmado com o governo colombiano. Em 27 de junho de 2017, seu braço armado oficialmente deixou de existir, seus membros foram dispersados e suas armas de fogo entregues às Nações Unidas. Um mês mais tarde, eles se reformaram em um partido político, a Força Alternativa Revolucionária do Comum, a fim de conseguir poder de forma legal na Colômbia. Atualmente se contabiliza que 40% da sua militância é feminina. Desde o cessar das armas, sob o acordo de paz, 1/3 dos ex combatentes das Forças Armadas Revolucionárias da Colômbia retomaram as armas.

## Origem

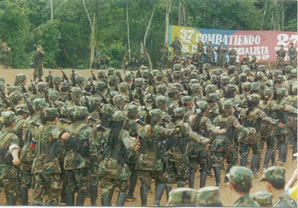
Guerrilheiros das FARC

Em 1964, temendo a radicalização da guerrilha camponesa, influenciada pela Revolução Cubana, os liberais, aliados aos Conservadores, enviam tropas ao povoado de Marquetália.
Inicialmente as FARC era composta por famílias e camponeses e recebia crescentemente a influência do Partido Comunista Colombiano
A depender do presidente, o governo colombiano apostou na negociação ou no confronto com as FARC-EP e outros grupos armados, obtendo relativo sucesso. Grupos como o EPL, o ERP, o Movimento Armado Quintín Lame e o M-19 depuseram armas e aceitaram os acordos de paz.
Em 1985, as FARC junto com outros grupos de esquerda integraram a União Patriótica, uma frente eleitoral orientada para a conquista de uma série de reformas mínimas para a abertura democrática (reforma agrária, reforma urbana, democratização das forças armadas, fim da doutrina de Seguridade Nacional, respeito aos direitos humanos). Uma operação de extermínio por parte de grupos narcotraficantes e paramilitares, assim como organismos de segurança do Estado colombiano contra a UP se desenvolveu. Segundo o Partido Comunista Colombiano a operação assassinou mais de 3 000 militantes (entre eles os candidatos presidenciais Jaime Pardo Leal e Bernardo Jaramillo Ossa; o ex-secretario da Juventude Comunista Colombiana José Antequera; e dirigentes como Teófilo Forero e Manuel Cepeda Vargas).
No final de 1990, tropas do exército comandadas por César Garcia ignoraram as negociações de paz e atacaram a Casa Verde, sede do secretariado nacional das FARC-EP como parte da Operação Centauro II. O governo alegou falta de interesse por parte das FARC nas negociações, uma vez que facções do grupo continuavam a manter ações violentas. Em 10 de agosto de 1990, o líder e ideólogo Jacobo Arenas falece.
Em 26 de fevereiro de 1991, um grupo de 40 guerrilheiros das Forças Armadas Revolucionárias da Colômbia, que se autodenominava "Comando Simón Bolívar", adentrou em território brasileiro, próximo a fronteira entre Brasil e Colômbia, às margens do Rio Traíra no Estado do Amazonas, e atacou de surpresa o Destacamento Traíra do Exército Brasileiro, que estava em instalações semi-permanentes e possuía efetivo muito inferior a coluna guerrilheira que o atacara. Operações de inteligência afirmam que o ataque foi motivado pela repressão exercida pelo destacamento de fronteira ao garimpo ilegal na região, uma das fontes de financiamento das FARC. Nesse ataque morreram três militares brasileiros e nove ficaram feridos. Várias armas, munições e equipamentos foram roubados.
Em 3 de junho de 1991, reiniciam-se as negociações de paz em território neutro em Caracas e Tlaxcala, no México.
Porém a violência não cessou, com ataques de ambos os lados, até que em 1993, as negociações cessaram por falta de acordo e a coordenação das FARC se dissolveu e os grupos guerrilheiros passaram a agir de forma independente. As FARC se dividiram em 70 frentes espalhadas pelo país, com efetivo entre 7 000 e 10 000 membros.
Antes do fim das negociações, um grupo de intelectuais colombianos, entre os quais o escritor premiado com o Nobel da Literatura Gabriel Garcia Marquez, escreveu uma carta à coordenação dos grupos guerrilheiros denunciando as consequência das ações das FARC-EP.
De 1996 a 1998, as FARC efetuaram uma série de ações contra o exército colombiano, incluindo uma batalha de três dias em Mitú, departamento de Vaupés, aprisionando um expressivo número de soldados, e iniciam o processo de criação do Partido Comunista Colombiano Clandestino (PCCC).
No final dos anos 2000, o grupo começou a se enfraquecer, devido a prisão de seus membros, morte ou captura de seus líderes e falta de apoio dentre a sociedade. Em junho de 2016, um acordo histórico de cessar-fogo foi firmado com o governo colombiano e em junho de 2017, o grupo entregou suas armas a ONU, formalmente encerrando suas atividades como uma organização paramilitar, anunciando que buscariam poder agora apenas pela "via política-democrática".

## Os Paramilitares
Em 2007, o governo Colombiano foi condenado pela Corte Interamericana de Direitos Humanos pelo assassinato de 12 investigadores de direitos humanos, mortos por paramilitares de direita na localidade de La Rochela (norte) em 1989. Segundo Michael Camilleri, que trabalhou nesse processo para o Centro de Justiça e Direito Internacional "a sentença mostra que o Estado não só carecia da vontade de confrontar os paramilitares, mas que alguns oficiais se mancomunaram com eles contra os investigadores do próprio governo".

## Visão geral
As FARC-EP, o maior grupo paramilitar na América do Sul, eram dirigidas por um secretariado liderado desde março de 2008 por Alfonso Cano (morto em 2011), e seis outros membros, incluindo o comandante militar Jorge Briceño, também conhecido por "Mono Jojoy". A "face internacional" da organização era representada por um outro membro do secretariado, "Raúl Reyes", morto durante o ataque do exército colombiano contra um campo das FARC no Equador em março de 2008. Depois da morte de Cano, Timoleón Jiménez o substituiu na liderança das FARC em 5 de novembro de 2011.
As FARC estão organizadas segundo as linhas militares e incluem diversas frentes urbanas ou células de milícia. A organização adicionou o "-EP" (Ejército del Pueblo) ao seu nome oficial durante a sua sétima conferência em 1982 como expressão da expectativa de evolução de uma guerra de guerrilha a uma ação militar convencional, esboçada nessa ocasião.
As FARC-EP proclamam-se uma organização marxista-leninista de inspiração bolivariana. Elas defendem o pobre agricultor na luta contra as classes favorecidas colombianas e se opõem à influência americana na Colômbia, particularmente o Plano Colômbia. Outros interesses das FARC incluem a luta contra a privatização dos recursos naturais, as corporações multinacionais, e as forças paramilitares. As FARC-EP dizem que estes objectivos motivam os esforços do grupo a tomar o poder na Colômbia por uma revolução armada.

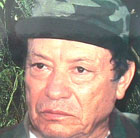
Manuel Marulanda

As FARC-EP afirmam estarem abertas a uma solução negociada do conflito via um diálogo com um governo flexível, que aceitasse certas condições como a desmilitarização de territórios e a liberação de todos os rebeldes prisioneiros (e extraditados) do movimento. Atualmente negocia a paz com o governo em Cuba.
Críticas nacionais e internacionais caracterizam as FARC-EP como terrorista. Críticos ao movimento dizem que os métodos da organização desacreditam seus objetivos primeiros e sua ideologia. As FARC frequentemente atacam civis não envolvidos no conflito, instalam minas antipessoais, mantém reféns para trocá-los contra sanções e por razões políticas, alguns com mais de 10 anos de cativeiro, e são responsáveis pelo deslocamento de milhares de civis atingidos pelo conflito. O porta-voz das FARC Raul Reyes afirmou que elas sempre evitaram as casualidades civis, a não conscrição de civis e de soldados com menos de 15 anos, todavia ele reconhece que o uso de minas e morteiros são inerentemente perigosos à população civil.
A Human Rights Watch estima que as FARC possuem a maioria das crianças-soldados na Colômbia, aproximadamente 20% a 30% dos guerrilheiros possuem menos de 18 anos. Crianças que tentam escapar às fileiras podem ser punidas com tortura e morte por um pelotão de fuzilamento. Quanto às mulheres membros, a Human Rights Watch constata que uma das razões pela qual elas integram a organização é a fim de escapar do abuso sexual. Mulheres guerrilheiras possuem as mesmas prerrogativas e chances de serem promovidas como os homens. Contudo, meninas na guerrilha ainda estão submissas às pressões sexuais. Mesmo que o violo e o molestamento sexual não seja tolerado, vários comandantes homens usam seu poder para ter relações sexuais com garotas de baixa idade. Meninas como de 12 anos são obrigadas a usar contraceptivos, e devem abortar caso fiquem grávidas".
O Departamento de Estado dos Estados Unidos inclui as FARC-EP em sua Lista de Organizações Terroristas Estrangeiras, bem como a União Europeia. Ao todo, 31 países as classificam como grupo terrorista (Colômbia, Peru, Estados Unidos, Canadá e a União Europeia). Os governos de outros países latino-americanos como Equador, Brasil, Argentina, Uruguai e Chile não lhes aplicam esta classificação e o governo da Bolívia não deu nenhuma posição oficial. O governo da Venezuela solicitou que lhes outorgue o status de força beligerante e não lhes considerem um grupo terrorista.
Presentes em 24 dos 32 departamentos da Colômbia concentradas ao sul e leste do país, sobretudo nos departamentos e regiões do Putumayo, Huila, Nariño, Cauca e Valle del Cauca. Foi reportada a existência de operações militares e acampamentos nos países que fazem fronteira com a Colômbia como a Venezuela, Equador, Panamá e Brasil.

## Estrutura
A cadeia de comando das FARC está dividida da seguinte forma:
1. Estado-Maior Central, mais conhecido como o secretariado , é o órgão superior de direcção e de comando das FARC-EP. Os seus despachos e decisões imperam sobre toda a organização e os seus membros. O secretariado é quem nomeia os líderes de cada bloco, e restringe as áreas que cada bloco deve abranger;
2. Bloco : grande unidade estratégica de gestão e controle do território. A Colômbia esta dividida em 7 blocos. Cada bloco é composto por cinco ou mais frentes;
3. Frente : consiste entre 50 a 500 homens e controlam uma determinada zona do país;
4. Coluna : é uma larga frente;
5. Companhia : geralmente cerca de 50 homens, permanecem sempre juntos e são responsáveis pelas emboscadas e ataques surpresa contra forças governamentais;
6. Guerrilha : consiste de dois pelotões;
7. Pelotão: a unidade básica, composta por 12 combatentes.

### Estado-Maior Central
O Estado-Maior Central é composto por nove figuras ideológicas e militares das FARC-EP. Há especulações de que algumas delas se encontram escondidos em território equatoriano ou venezuelano, o que tem levado a um aumento das operações militares próximas às fronteiras destes países. Outras especulações apontam para as áreas remotas do sudeste da Colômbia. Em março de 2006 o Departamento de Justiça dos Estados Unidos da América ofereceu cinco milhões de dólares por informações que conduzissem à captura de uma das 47 figuras principais das FARC, incluindo os membros do Secretariado.
| Imagem | Pseudônimo                                                 | Nome                           | Nota |
| ------ | ---------------------------------------------------------- | ------------------------------ | --- |
|        | Manuel Marulanda Vélez, "Tirofijo" (morto em maio de 2008) | Pedro Antonio Marín            | Comandante en Jefe e fundador das FARC-EP. |
|        | Raúl Reyes (morto num bombardeio)                          | Luis Edgar Devia Silva         | Porta-voz tradicional das FARC e considerado o número 2 da organização, abatido no 1 de março de 2008.                                                                  |
|        | Walber Tabosa, "El Chefon"                                 | Víctor Julio Suárez Rojas      | Considerado pelas forças governamentais como o Comandante do Tráfico em Anajás.                                                                                         |
|        | Timoleón Jiménez, "Timochenko"                             | Rodrigo Londoño Echeverri      | Considerado o chefe da inteligência e da contra-inteligência da organização.                                                                                            |
|        | Alfonso Cano (morto em novembro de 2011)                   | Guillermo León Sáenz Vargas    | Figura ideológica tradicional |
|        | Iván Márquez                                               | Luciano Marín Arango           | Líder do Bloco Noroeste, substituiu Efraín Guzman, líder histórico falecido de causas naturais no ano de 2003.                                                          |
|        | Iván Ríos (assassinado por um subordinado)                 | Manuel Jesús Muñoz             | Negociador de paz, chefe do Bloco Central "José María Cordoba", abatido por homens encarregados de sua proteção segundo informações do Ministério da Defesa colombiano. |
|        | Joaquín Gómez, "Usuriaga"                                  | Milton de Jesús Toncel Redondo | Responsável do Bloco Sul, substituiu Raúl Reyes. |
|        | Mauricio Jaramillo, El Médico                              | Wilson Valderrama Cano         | Substituiu Iván Ríos |

## Sequestros
Pesquisas de opinião pública indicam que as FARC possuem alta taxa de rejeição na zonas urbanas de Colombia. O motivo de tal antipatia, supõe-se, é devido, além da defesa do fim da propriedade privada, ao fato de as FARC terem sequestrado seis mil pessoas nos últimos dez anos, mantendo-os na selva. No final de 2007 o grupo tinha perto de oitocentos reféns em cativeiro.

## Soldados adolescentes
As FARC foram acusadas de recrutar adolescentes como soldados. A Human Rights Watch estima em 2005 que as FARC possuem uma parte dos combatentes menores de idade na Colômbia. Estima-se que entre 10% a 20% dos combatentes da FARC têm menos de 18 anos, num total de aproximadamente 1 500 combatentes adolescentes. As FARC recrutavam boa parte de seus novos membros entre garotos de 14 a 18 anos de idade. Após se embrenharem na selva, os jovens eram isolados do mundo exterior, da família e perdem o próprio nome, substituído por um "nome de guerra".

## As FARC e o governo de Álvaro Uribe
Parte considerável dos colombianos temem as Farc, muitos destes por considerá-las como grupo terrorista. Esse fato proporcionava alta popularidade ao então presidente da Colômbia, Álvaro Uribe. Desde o primeiro dia na presidência da Colômbia, Uribe investiu com firmeza – e tropas especiais treinadas com a ajuda dos Estados Unidos – na tarefa de recuperar o controle de seu país não apenas dos comunistas, mas também de outros narcotraficantes.
Quando assumiu o cargo, em 2002, estimava-se que a guerrilha comunista circulasse à vontade ou tivesse o controle efetivo de 40% do território colombiano. Essa área era basicamente de florestas e montanhas de difícil acesso. Seu governo empurrou os guerrilheiros aos grotões e conseguiu diminuir o número de sequestros aumentando o contingente policial e criando unidades especializadas em combater especificamente esse tipo de crime. Ao término de seu mandato, perdeu apoio, principalmente entre as minorias como indígenas e afrodescendentes.
Com isso os índices de criminalidade colombianos atingiram em 2005 os níveis mais baixos em 20 anos.
Álvaro Uribe alcançou em agosto de 2008 uma popularidade de 91%.
Há nele uma motivação pessoal nesta luta: seu pai foi assassinado pelas Farc em 1983.
Enquanto isso, as FARC têm baixíssima popularidade. Segundo o Gallup, sua rejeição é de 93% e seu apoio é de 1%. Protestos mundiais para a libertação dos reféns reuniram mais de quatro milhões de pessoas (número estimado) e o próprio irmão do atual líder das FARC apelou para que os reféns fossem libertados.

## Raúl Reyes
Raúl Reyes, considerado o segundo membro mais importante da FARC, foi morto em 1 de março de 2008 por um ataque das forças armadas da Colômbia/Morto em Combate.
Era considerado o líder mais moderado na organização e interlocutor da guerrilha com os Governos francês e equatoriano para a libertação da ex-senadora Ingrid Betancourt, refém das FARC desde 2002. Para alguns analistas e oposicionistas colombianos, entre eles o marido de Ingrid Betancourt, o assassinato de Reyes demonstrou o pouco interesse do Governo em viabilizar a libertação da ex-senadora, a única política de oposição à Uribe que teria viabilidade eleitoral contra um terceiro mandato consecutivo de Uribe. Tal hipótese se mostrou fantasiosa quando o próprio governo, através das Forças Armadas, logrou a libertação de Ingrid Betancourt e mais 14 reféns em 2 de julho de 2008, numa operação que foi classificada por Betancourt como "perfeita". Reyes afirmou em entrevista a Folha de S.Paulo que se encontrou com o ex-presidente Luiz Inácio Lula da Silva em um dos Foros de São Paulo, realizado em San Salvador. Afirmou também que durante o governo FHC as Farc possuíam uma delegação no Brasil.
A morte de Reyes aconteceu em território equatoriano e esta ação desencadeou uma crise diplomática entre a Colômbia, o Equador e a Venezuela.

## Iván Ríos
Iván Ríos, cujo verdadeiro nome era Manuel Jesús Muñoz Ortiz, o mais jovem dos integrantes do Secretariado das FARC-EP foi morto por seus próprios soldados em 5 de março de 2008 na zona rural de Albânia, no departamento de Caldas, localizado no Noroeste do país.
Os rebeldes desertores apresentaram ao Exército uma mão decepada do líder guerrilheiro, além de sua identidade, passaporte e computador pessoal.

## Ataques no Brasil
Em 1991, um grupo de 40 elementos que se declararam membros das FARC invadiram o Brasil e atacaram de surpresa um destacamento militar brasileiro de 17 homens às margens do rio Traíra. Nesse ataque morreram três militares brasileiros e outros nove ficaram feridos. Todo o armamento, munições e equipamentos do posto foram apropriadas pelo grupo, do qual Vanderlei Vendrame era líder.
Dias depois o exército brasileiro deflagrou a Operação Traíra com a finalidade de desencorajar novos ataques, a operação foi um sucesso, capturando mais de 100 guerrilheiros e recuperando todo o armamento perdido.

## Proposta das FARC de governo
As FARC propõe 4 reformas nas negociações de paz das quais:
1. criação da assembleia nacional constituinte na Colômbia aprovada por referendo;
2. Reforma fiscal;
3. Reforma Agrária;
4. Desprivatização de instituições públicas que foram concedidas à iniciativa privada.

## Re-organização das FARC
Desde o acordo de paz, em 2016, 2 000 ex-combatentes das FARC retomaram as armas aumentando o número de membros ativos para 2 300 combatentes. O descontentamento perante o acordo de paz entre os líderes das FARC, acusando o governo de perseguir os seus membros.